# شومبر بريتش
شومبر بريتش (بالمجرية: Berecz Zsombor) (13 ديسمبر 1995 بميشكولتس في المجر - ) هو لاعب كرة قدم مجري في مركز الوسط. شارك مع منتخب المجر تحت 19 سنة لكرة القدم ومنتخب المجر تحت 21 سنة لكرة القدم. أما مع النوادي، فقد لعب مع نادي فاساس.

## وصلات خارجية
- شومبر بريتش على موقع اتحاد المجر (الهنغارية)
- شومبر بريتش على موقع Soccerway.com (الإنجليزية)